# Cratere Cunningham
Cunningham  è un cratere sulla superficie di Mercurio.